# Зор (село)
Зор (азерб. Zor) — село в Губадлинском районе Азербайджана.

## История
В результате Первой карабахской войны в 1993 году перешло под контроль армянских вооружённых сил. В ходе 44-дневной Второй карабахской войны село было освобождено от длительной армянской оккупации Вооружёнными силами Азербайджанской Республики.

## Топонимика
В прошлом на месте села находилась одна из зимних стоянок племени саралли, проживавшего в Зангезурском уезде. Позже стоянка превратилась в постоянное поселение и получила своё название от названия местности — Зор. Зор в переводе с персидского языка означает «крепость», «овраг».